# 世界自然保全モニタリングセンター
世界自然保全モニタリングセンター（せかいしぜんほぜんモニタリングセンター、World Conservation Monitoring Centre）は、生物多様性の保全に取り組む、国際連合環境計画（UNEP）の下部組織。世界動植物保全監視センター、世界自然保護モニタリングセンター、世界保全モニタリングセンターなどとも訳される。英語の略称はUNEP-WCMC、WCMC。本部はイギリスのケンブリッジ。

## 沿革
- 1979年、国際自然保護連合（IUCN）の「保全監視センター」設立。
- 1988年、国際自然保護連合、世界自然保護基金（WWF）、国際連合環境計画（UNEP）により、3つの国際組織が共同運営する「世界自然保全モニタリングセンター」（WCMC）として、新たに組織される。
- 2000年、国際自然保護連合、世界自然保護基金、イギリス政府の支援により、国際連合環境計画の下部組織へ移行し、「国際連合環境計画 世界自然保全モニタリングセンター」（UNEP-WCMC）となる。

## 目的
WCMCの目的は、種の保存と持続可能な利用、環境システムに関する情報を提供し、また、他の情報管理システム構築に対する支援を行うことである。この目的のため、主に以下の3つのセクションで活動する。
- 情報サービス：専門知識、ツール、技術や情報を提供し、国際行動を支援する。
- 早期警戒・評価：地球生物多様性のモニタリング分析、その傾向分析、新たな脅威への早期警戒を示す。
- 条約と政策支援：国際環境条約およびその他の国際計画を通じて、生物多様性に関する政策の開発・実施の支援を行う。

## 活動
生物多様性の現状や価値および管理に関する情報など、世界の生物資源の保全と持続可能な利用に関する情報を集約・管理し、国連機関から多国籍企業に至るさまざまな組織に提供する。
- 生物多様性の状況、価値及び管理に関する情報への広範なアクセスの便宜を図る情報提供サービス
- 生物資源に関する情報収集、管理、解釈及び利用についての能力開発サービス
- ほかの機関およびネットワークを代行してデータの保管・共有及び管理を行うことを含む、データ管理サービス

活動分野には、森林保護のほか、北極保護、海洋生態系、保護システム、生物多様性の評価、貿易などがある。

## データ内容
森林プログラム「1996-2000 戦略開発計画」は終了し、森林分布図、生物多様性に関する情報、FSCの分布図、8,000年前の森林分布図を、ウェブ上で公開している。このほか、政策・意思決定に有用な情報について、データベースや評価情報を作成している。

## データ管理
保全コミュニティを通じて、連絡窓口や専門家情報筋、協力関係間のネットワークを構築している。このネットワークを通じて、国家・地域・国際レベルにおいてイニシアティブをとる機関と協働する。また、地球レベルの情報交換に貢献し、さまざまなコミュニティに対し、広範囲に拡大する知識バンクを共有し、貢献するよう勧めている。

## 協力関係
- 機関

主に国際連合食糧農業機関（FAO）、国際連合教育科学文化機関（UNESCO）などの国際機関や、国際自然保護連合、世界自然保護基金（WWF）、EARTHWATCHなどのNGOと協力している。また、欧州連合（EU）、地球環境ファシリティ（GEF）などの国際機関や、BP Amoco、ブリティッシュ・エアウェイズ、ユニリーバ、BIOTINTO、HSBCホールディングスなどの企業からも活動支援を受けている。 
- 国際条約・計画

生物多様性条約、ワシントン条約、ボン条約、世界遺産条約、特別保護地区・野生生物議定書、BIOCORES、BINUなどと協力している。